# Burlamacchi
La Famiglia Burlamacchi ha radici antiche, risalenti all'inizio del XIII secolo, con il nome legato a Buglione Burlamacchi. Nel corso dei secoli, la famiglia si distinse nella Repubblica di Lucca, una delle piccole città-stato italiane che, prima dell'unificazione d'Italia, ebbe un ruolo significativo nella politica e nel commercio della regione. I Burlamacchi furono tra i guelfi, un gruppo che si schierava con il Papa contro i ghibellini, sostenitori dell'Imperatore del Sacro Romano Impero.

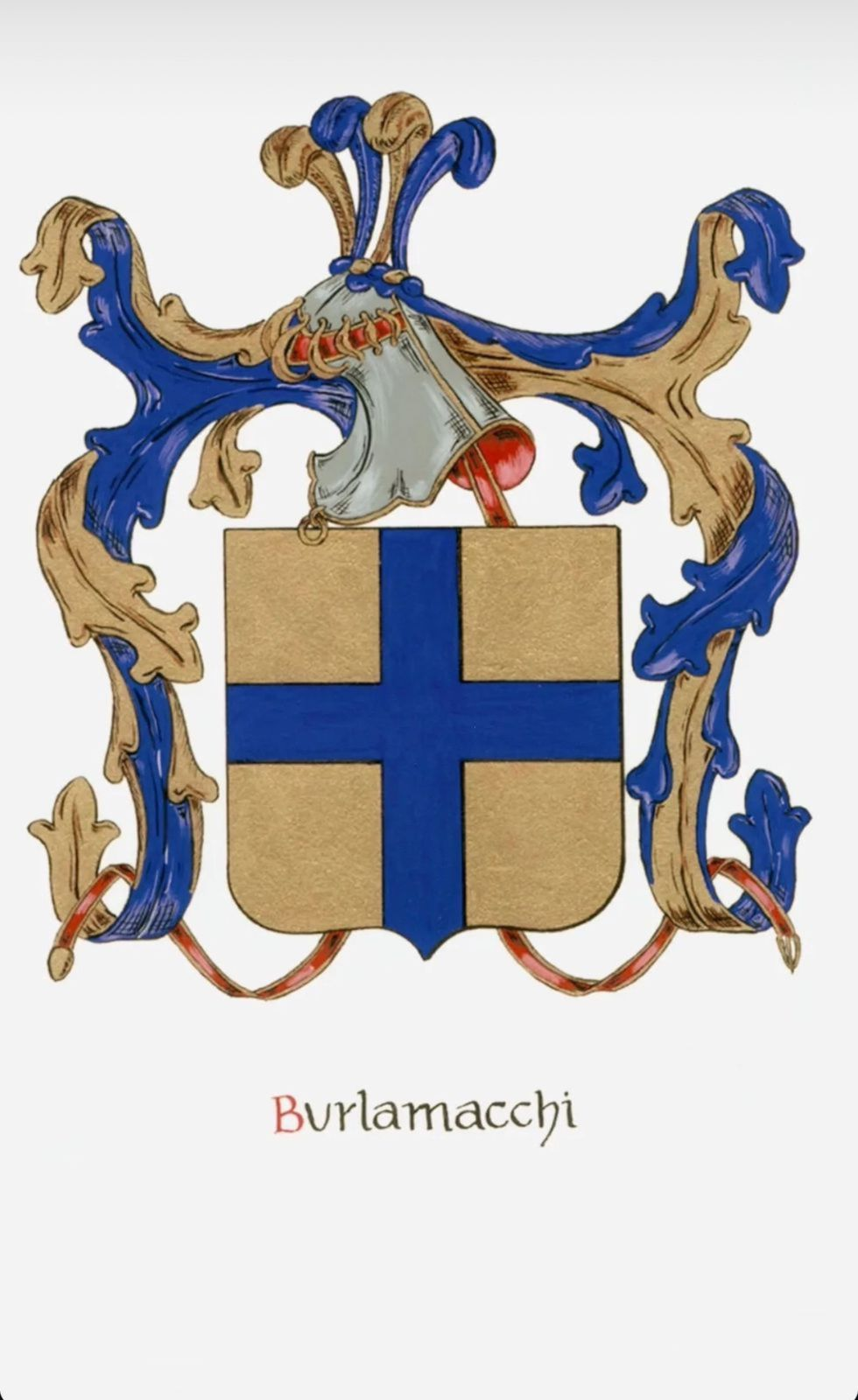
Stemma della famiglia Burlamacchi

Durante i secoli XIII e XIV, la famiglia divenne una delle più influenti, distinguendosi nel commercio della seta fine e nella gestione della città. La loro residenza principale si trovava nella parrocchia di S. Alessandro Maggiore, dove la famiglia possedeva una "domus magna" (grande casa) già nel XIV secolo.

## Il Movimento di Francesco Burlamacchi
Nel XVI secolo, nel 1549, Francesco Burlamacchi, un importante leader politico e Gonfaloniere (capo militare) della Repubblica di Lucca, ideò un movimento per liberare Pisa dal dominio dei fiorentini, in particolare dal governo della famiglia Medici. Francesco sognava la creazione di una confederazione di stati italiani, dove i popoli potessero vivere in pace e uniti, liberi dal dominio di potenze straniere, come i fiorentini.
Tuttavia, il movimento di Francesco non fu ben accolto, né da Cosimo I de' Medici, che governava Firenze, né dal popolo di Lucca, che temeva la possibile tirannia dei fiorentini e la forza di un'unione che avrebbe potuto minacciare la sua autonomia.
Francesco Burlamacchi fu tradito dai suoi concittadini, che lo consegnarono ai tribunali dell'imperatore Carlo V, uno dei monarchi più potenti dell'epoca. Fu torturato e decapitato nel 1549, come esempio per chiunque avesse osato sfidare il dominio fiorentino e imperiale.
Nonostante il fallimento del suo movimento, l'eredità di Francesco Burlamacchi non venne dimenticata. Quattro secoli dopo la sua morte, fu proclamato il "primo martire" dell'unificazione d'Italia. La città di Lucca eresse un monumento in marmo in suo onore, situato nella Piazza San Michele, nel cuore della città.
Francesco Burlamacchi divenne un simbolo di lotta per la libertà e per l'unione d'Italia, ricordato non solo per la sua ambizione politica, ma anche per il sacrificio personale in nome della libertà e del bene comune.

## Espansione Verso Altri Paesi

### Brasile e Portogallo
Nel XVIII secolo, Ippolito Burlamacchi e suo fratello Carlo Burlamacchi si recarono in Portogallo per rappresentare gli interessi commerciali e politici della famiglia Burlamacchi in Portogallo.
Ippolito Burlamacchi sposò la nobile portoghese Matilde Valentina Pedegache Brandão e ebbe come figlio Carlos César Burlamaqui. Così si unì la nobiltà italiana con quella lusitana, dando origine ai Burlamaqui brasiliani, dai quali discendono tutti i Burlamaqui del Brasile.
In Brasile, i Burlamaqui si stabilirono nello stato del Piauí e continuarono i loro piani politici, arrivando a ricoprire alte cariche politiche nel XIX secolo.
Si distinse in particolare Carlos César Burlamaqui, che fu cavaliere dell'Ordine di Cristo, colonnello e governatore della provincia del Piauí e primo governatore di Sergipe.
Anche suo nipote Polidoro César Burlamaqui fu un docente, giurista e politico brasiliano, governatore del Piauí e del Paraná e ufficiale delle Ordini della Rosa e dell'Ordine di Cristo.

### Francia
Salvatore Burlamacchi, banchiere a Lucca, Amsterdam e Lione, nacque il 9 novembre 1602 a Lucca e sposò Marguerite de Lumagne, figlia del banchiere Jean André Lumague e sorella di Marie Lumague. Nel 1633, Salvatore ricevette le lettere di naturalizzazione. Suo figlio, François Burlamacchi, fu paggio di Luigi XIV e nel 1673 sposò Marie Picot, figlia di Jacques, signore di Vivier e Motte de Coutevroult, maggiordomo del re.
Il suo pronipote, Jean François, capitano del reggimento Dauphin, morì nel giugno del 1734 durante la Battaglia di Parma. Sua moglie, Claude Gatian, era figlia di un consigliere e maestro di richieste del Parlamento di Parigi. Le sorelle di Jean François, Catherine Isidore de Bourlamaque, fu abbadessa dell'abbazia di Pont-aux-Dames dal 1727 fino alla sua morte nel 1752.
Da questa unione tra Jean e Claude nacque François Charles de Bourlamaque, che fu un generale francese del XVIII secolo. Ebbe una carriera militare distinta, iniziando come ingegnere militare, passando per capitano assistente, colonnello di fanteria, comandante di fanteria, generale di brigata, maggiore generale, commendatore dell'Ordine Reale e Militare di San Luigi, e infine governò Guadalupe.

## Personalidades
La Famiglia Burlamacchi e i suoi rami Burlamaqui, Bourlamaque ebbe come membri illustri:
- Eufrasia Burlamacchi – miniatrice italiana;
- Francesco Burlamacchi – Fu un eminente politico, patrizio e nobile italiano, riconosciuto come il primo martire nel processo di unificazione d'Italia;
- Michele Burlamacchi – mercante italiano;
- Renea Burlamacchi – scrittrice italiana;
- Philippe Burlamacchi - Intermediario finanziario del re d'Inghilterra Carlo I;
- Jean-Jacques Burlamaqui - fu giurista, pubblicista e scrittore, autore di opere che ebbero una grande influenza sulla filosofia del diritto nei nostri paesi cattolici in Europa;
- François Charles de Bourlamaque - generale francese del XVIII secolo. E ha avuto una brillante carriera militare, iniziando come ingegnere militare, diventando assistente capitano, colonnello di fanteria, comandante di fanteria, generale di brigata, maggiore generale, commendatore dell'Ordine reale e militare di Saint Louis e, infine, governò la Guadalupa;
- Carlos César Burlamaqui - cavaliere dell'Ordine di Cristo, colonnello e governatore della provincia di Piauí e primo governatore di Sergipe;
- Polidoro César Burlamaqui - professore, giurista e politico brasiliano, governatore di Piauí e Paraná e ufficiale degli Ordini della Rosa e dell'Ordine di Cristo.